# Ubisi
Ubisi (gruz. უბისი) – wieś w Gruzji, w regionie Imeretia. W 2014 roku liczyła 276 mieszkańców.